# Wasił Stojanow
Wasił Miczkow Stojanow (ur. 29 maja 1979 w Sofii) – bułgarski siatkarz, grający na pozycji przyjmującego.
Jego córka Mikaela, również gra zawodowo w siatkówkę.

## Sukcesy klubowe
Puchar Bułgarii:
- 1999, 2005, 2007

Mistrzostwo Bułgarii:
- 2007
- 1999

Mistrzostwo Cypru:
- 2006

Mistrzostwo Włoch:
- 2008